# Shetland zászlaja

A fehér és a kék Skócia színei. A skandináv kereszt arra emlékeztet, hogy a Shetland-szigeteken megtelepedtek a vikingek, valamint azt jelzi, hogy a szigetek az északi országok részét alkotják.